# جسم بلعومي قصائي
الجسم البُلعومي القِصائي، أو الجسم الخيشومي القِصائي أو الغدة الخيشومية(بالإنجليزية: Ultimopharyngeal body)‏ هو عضو صغير يوجد في منطقة الرقبة عند العديد من الحيوانات. أما في البشر فإنه يتطور من الجيبة البلعومية الرابعة إلى الخلايا المجاورة للجريب في الغدة الدرقية لإنتاج الكالسيتونين. والتي قد لا تتطور في متلازمة دي جورج.

## بناء
الجسم البلعومي القصائي هو عضو صغير في الرقبة عند العديد من الحيوانات. وفي البشر يتطور إلى أنسجة أخرى.

### تطور
الجسم البلعومي القصائي هو بنية جنينية في البشر، وهو مشتق من التجويف البطني للجيبة البلعومية الرابعة.
أما من الناحية التقنية فإنه يشتق من التجويف البطني للجيبة البلعومية الخامسة، لكنه أولي (غير متطور) فيندمج مع الرابعة.ويتطور إلى الخلايا المجاورة للجريب في الغدة الدرقية.الخلايا التي تنتج الخلايا المجاورة للجريب هي مشتقات من الأديم الباطن.حيث تنتقل خلايا الأديم الباطن وترتبط بالجسم البلعومي القصائي أثناء النمو.

## وظيفة
يتطور الجسم البلعومي القصائي في البشر إلى الخلايا المجاورة للجريب في الغدة الدرقية.والتي تفرز الكالسيتونين. قد ينتج الجسم البلعومي القصائي الكالسيتونين في الحيوانات.

## أهمية سريرية
قد لا يتطور الجسم البلعومي القصائي في متلازمة دي جورج.

## تاريخ
يُعرف الجسم البلعومي القصائي باسم الجسم الخيشومي القصائي أو الغدة الخيشومية.

## روابط خارجية
- ent/534 في موقع إي ميديسين
- hednk-022 — صور للجنين مصدرها جامعة كارولاينا الشمالية